# ماثياس اولسون
ماثياس اولسون هو لاعب هوكي الجليد سويدي، ولد في 23 أبريل 1973 في Tingsryd ‏ في السويد.

## وصلات خارجية
- ماثياس اولسون على موقع EliteProspects.com (الإنجليزية)